# Rosa roopiae
Rosa roopiae es una especie de planta del género Rosa, de la familia Rosaceae.

## Taxonomía
Rosa roopiae fue descrita por Lonacz. en 1912.

## Distribución
Se encuentra en el territorio de Transcaucasia.